# اسلیکپلت
اسلیکپلت (به هلندی: Slijkplaat) یک منطقهٔ مسکونی در هلند است که در اسلایس واقع شده‌است.